# 萊克薩姆納 (新墨西哥州)
萊克薩姆納（英語：Lake Sumner）是位於美國新墨西哥州迪巴卡縣的普查規定居民點。

## 人口
根據2020年美國人口普查的數據，萊克薩姆納的面積為177.48平方千米，當中陸地面積為161.28平方千米，而水域面積為16.20平方千米。當地共有人口72人，而人口密度為每平方千米0.41人。